# نورين كوركوران
نورين كوركوران (بالإنجليزية: Noreen Corcoran)‏ هي مغنية وراقصة وممثلة أمريكية، ولدت في 20 أكتوبر 1943 بكوينسي في الولايات المتحدة، وتوفيت في 15 يناير 2016 بفان نويس في الولايات المتحدة.

## وصلات خارجية
- نورين كوركوران على موقع IMDb (الإنجليزية)
- نورين كوركوران على موقع ألو سيني (الفرنسية)
- نورين كوركوران على موقع ميوزك برينز (الإنجليزية)
- نورين كوركوران على موقع تيرنر كلاسيك موفيز (الإنجليزية)
- نورين كوركوران على موقع أول موفي (الإنجليزية)
- نورين كوركوران على موقع إن إن دي بي (الإنجليزية)
- نورين كوركوران على موقع ديسكوغز (الإنجليزية)
- نورين كوركوران على موقع قاعدة بيانات الفيلم (الإنجليزية)